# Apomorfia

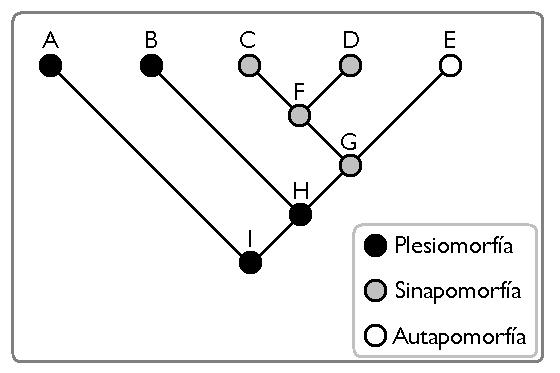
Uproszczony kladogram przedstawia taksony wykazujące cechy plezjomorficzne (A, B, I, H) oraz apomorfie (synapomorfie – C, D, F, G – i autapomorfia – E)

Apomorfia, cecha apomorficzna – cecha zaawansowana, ewolucyjnie nowa, niewystępująca u przodków danej linii ewolucyjnej. Jej przeciwieństwem jest plezjomorfia, czyli cecha prymitywna. Jeśli apomorfia obecna jest tylko w jednej linii ewolucyjnej nazywa się ją autapomorfią, natomiast jeśli występuje u co najmniej kilku kladów, określana jest jako synapomorfia. Według ściśle kladystycznego podejścia jedynie apomorfie (a wśród nich tylko synapomorfie) można wykorzystać do przetestowania hipotezy filogenetycznej. Mark Wilkinson stwierdził, że w niektórych przypadkach również plezjomorfie mogą wskazywać na monofiletyczny charakter taksonów, jednak poglądu tego nie podziela większość naukowców. Koncepcja apomorfii została wprowadzona przez Williego Henniga w pracy Grundzüge einer Theorie der Phylogenetischen Systematik z 1950 roku. Początkowo termin ten odnosił się nie do cech, lecz do taksonów. Hennig wspomniał jednak, że w przypadku „krzyżowań specjalizacji” dotyczy on wyłącznie cech. Przypisano go do cech w 1952 roku, tym samym umożliwiając po raz pierwszy zrekonstruowanie powiązań filogenetycznych.